# Rogas praeustus
Rogas praeustus är en stekelart som först beskrevs av Josef Fahringer 1941.  Rogas praeustus ingår i släktet Rogas och familjen bracksteklar. Inga underarter finns listade i Catalogue of Life.